# Vodu dominicano
O vodu dominicano, também conhecido como las 21 divisiones ou gagá, é uma religião de matriz africana originária da República Dominicana. Intimamente relacionada ao vodu haitiano, a las 21 divisiones surgiu a partir do forte fluxo imigratório e cultural entre os dois países da Hispaniola, adquirindo características próprias em território dominicano. À semelhança da cultura vodu no Haiti, cultua-se no vodu dominicano o deus supremo conhecido como Papa Bon Dye (do crioulo haitiano, Papai Bom Deus), que, embora tendo criado todas as coisas, se afastou de sua criação. Apesar disso, criou os luases (singular de lúa, a partir do termo em crioulo haitiano lwa) também conhecidos como sanses, sanes ou mistérios, a quem os devotos se dirigem para rogar por favores, quer para o bem ou para o mal.
Cada um dos luases possui diferentes atribuições, são representados por diferentes cores e sincretizados com devoções católicas. Para além deles, os devotos cultuam um miríade de espíritos agrupados em 21 falanges, cada uma das quais chefiada por um lúa, de onde se origina a designação 21 divisiones. Os fiéis do vodu dominicano acreditam que os luases e os espíritos a eles subordinados poderiam se fazer presentes entre os humanos mediante a possessão dos devotos. Acreditam, de mesmo modo, na intensa intervanção dos espíritos na vida material, de modo que a má-sorte e os maus acontecimentos são constantemente ligados à fúria de um determinado espírito sobre o indivíduo, podendo ser abrandada com a realização de sacríficios ou outras ofertas à entidade perseguidora.
Dentre os luases mais populares está o Barón del Cementerio (do castelhano: Barão do Cemitério). Sincretizado com São Elias, cuja representação hagiográfica o mostra brandindo a espada contra um homem caído - que a tradição popular associa a um cadáver -, o Barón del Cementerio rege os mortos, possibilitando seu contato com os vivos. Seus fiéis o cultuam às segundas-feiras, sendo o seu santuário a sepultura do primeiro homem enterrado num cemitério. Seu correspondente feminino e esposa é a Baronesa Brigitte, cultuada, à semelhança do Barón, na tumba da primeira mulher a ser enterrada em território consagrado.
Anaysa Pye, entidade exclusiva das 21 divisiones, por sua vez, é guardiã do amor, do sexo, da fertilidade e protetora dos homossexuais, sendo sincretizada com Santa Ana e tendo como cores rituais o amarelo e o rosa. Candelo, à semelhança de Anaysa Pye, também não encontra qualquer correspondente no vodu haitiano. Sincretizado com São Carlos Borromeu, sua cor é o vermelho e, quando incorpora num devoto, aprecia assistir a brigas de galo. Os fiéis o invocam em especial para resolução de problemas financeiros. Outros luases incluem Belié Becan, sincretizado com São Miguel, Ogún Balenyo, sincretizado com Santiago Apóstolo e Ogún Badagrí, sincretizado com São Jorge.
Para além do culto a certas entidades distintas, o vodu dominicano também se diferencia do haitiano por uma tradição musical de origem diversa. Os rituais dominicanos mostram-se mais simples que os correspondentes haitianos, carecendo de rituais de iniciação complexos. A nível de sincretismo, percebe-se uma maior influência do catolicismo, kardecismo e xamanismo indígena no sistema de crença dominicano.
A influência do sincretismo católico sobre o vodu dominicano, aliás, é profunda, uma vez que virtualmente todos os praticantes desta religião se designam católicos, apesar de a Igreja considerar a prática vodu como maligna. Além disso, cada um dos luases é associado - e por vezes confundido - a um santo católico, e as oferendas alimentares, sacrifícios animais,  e toques de atabaques, de notórias raizes africanas, convivem lado a lado com preces e festividades católicas. Como exemplo, pode-se citar o profundo significado místico da semana santa para os praticantes do vodu, o que demonstra sua profunda simbiose com a doutrina católica oficial.

## Características
O vodu dominicano é praticado através de uma linhagem Tcha-Tcha (“maraca” – o que significa chocalho). No Haiti, o Vodoo surgiu e se tornou mais popular através de outra linhagem conhecida como Asson. No entanto, antes de Asson, a linhagem Tcha-Tcha era a linha de destaque no Haiti. Assim, a linhagem Tcha-Tcha é uma das linhagens mais antigas da tradição vodu em toda a ilha.
Os praticantes de vodu dominicano são frequentemente chamados "Caballos”, "Brujos" ou "Servidores" mas eles também são conhecidos como Papa Bokos e Papa Loa (masculino); e Mama Mambos e Mama Loa (feminino). Quem obteve esse título passou pelo último e mais alto nível de iniciação, que pode levar de três a nove dias e noites, além de ter passado algum tempo trabalhando para a comunidade.